# ساخزنهاوزن (فرانکفورت ام ماین)
ساخزنهاوزن (به آلمانی: Frankfurt-Sachsenhausen) یک منطقهٔ مسکونی در آلمان است که در فرانکفورت واقع شده‌است. ساخزنهاوزن ۵۵٬۷۸۵ نفر جمعیت دارد.